# Lijst van burgemeesters van Ilpendam
Dit is een lijst van burgemeesters van de voormalige Nederlandse gemeente Ilpendam in de provincie Noord-Holland.
| Ambtsperiode | Naam burgemeester            | Partij of stroming | Bijzonderheden |
| ------------ | ---------------------------- | ------------------ | --- |
| 18?? - 18??  | Willem Cornszn. Backer       |                    | |
| 1833? - 1852 | Jacob Gerrit van Garderen    |                    | |
| 1852 - 1857  | J. Hartwijk                  |                    | |
| 1857 - 1861  | Herman Verkerk               |                    | |
| 1861 - 1865  | J. Stuurman                  |                    | |
| 1865 - 1869  | Johan Wilhelm Lantzendorffer |                    | Aansluitend burgemeester van Haarlemmermeer.                                                                               |
| 1869 - 1875  | H.P. van Kassel              |                    | Voorafgaand burgemeester van Landsmeer.                                                                                    |
| 1875 - 1883  | Hendrik Joan Calkoen         |                    | Van 1879 tot 1883 tevens burgemeester van Landsmeer. Aansluitend burgemeester van Edam.                                    |
| 1883 - 1906  | R. van Dam                   |                    | Eerder burgemeester van Den Bommel.                                                                                        |
| 1906 - 1922  | W. Stolp                     |                    | Eerder burgemeester van Buiksloot.                                                                                         |
| 1922 - 1933  | A. Peereboom                 |                    | |
| 1933 - 1944  | W.A. van Oorschot            | CHU                | |
| 1944 - 1945  | H. Schmitz                   | NSB                | |
| 1945         | W.A. van Oorschot            |                    | |
| 1946 - 1959  | C. Purmer                    |                    | |
| 1959 - 1972  | Henk (H.J.) Kastein          | PvdA               | Aansluitend burgemeester van Naarden.                                                                                      |
| 1973 - 1991  | Klaas (K.) Kerkhoven         | PvdA               | Tijdens een deel van dezelfde periode tevens waarnemend burgemeester van Jisp. Later waarnemend burgemeester van Oostzaan. |